# Vandrerhjem
Et vandrerhjem (engelsk: hostel) er et enkelt indrettet gæstehus af en type, der findes både i byer og på landet i mange lande. Målet er af give især unge mennesker overkommelig nattely på vandre- eller cykelture. På vandrerhjem findes ofte køjesenge på sovesale, en enkel indretning, ligesom badefaciliteterne ofte deles med flere. Vandrerhjemmene tilbyder også sine gæster køkkenfaciliteter. Flersengsværelserne er dog på retur til fordel for enkelt- og dobbeltværelser.
De nordiske vandrerjem har deres forbillede i blandt andet Tyskland, hvor vandrerbevægelsen vandt indpas i forbindelse med den øgede interesse for fritidsliv i begyndelsen af 1900-tallet. Grundlæggelsen af det første vandrerhjem i Danmark fandt sted i 1919/1920 på initiativ af Hans Hartvig Møller, rektor ved Gammel Hellerup Gymnasium. Det var en hytte på Bornholm, Fjällstauan, som i en årrække stod gratis til rådighed for vandrende. Fjällstauan er for længst solgt til private igen. Sveriges første vandrarhem åbnede i maj 1933 i Gränna.
Nyere vandrerhjem fokusere på mere trendy interiør, hvoraf nogle er at sammenligne med boutique hoteller. Nogle imødekommer digitale nomader, globale nomader og evigt rejsende, der foretrækker eksklusive private værelser og en mere rolige omgivelser.

## Ekstern henvisning
- Wikimedia Commons har flere filer relateret til Vandrerhjem
- Danhostels hjemmeside

| Turisme | Spire Denne artikel om turisme er en spire som bør udbygges. Du er velkommen til at hjælpe Wikipedia ved at udvide den. |